# Maximilian Dasio

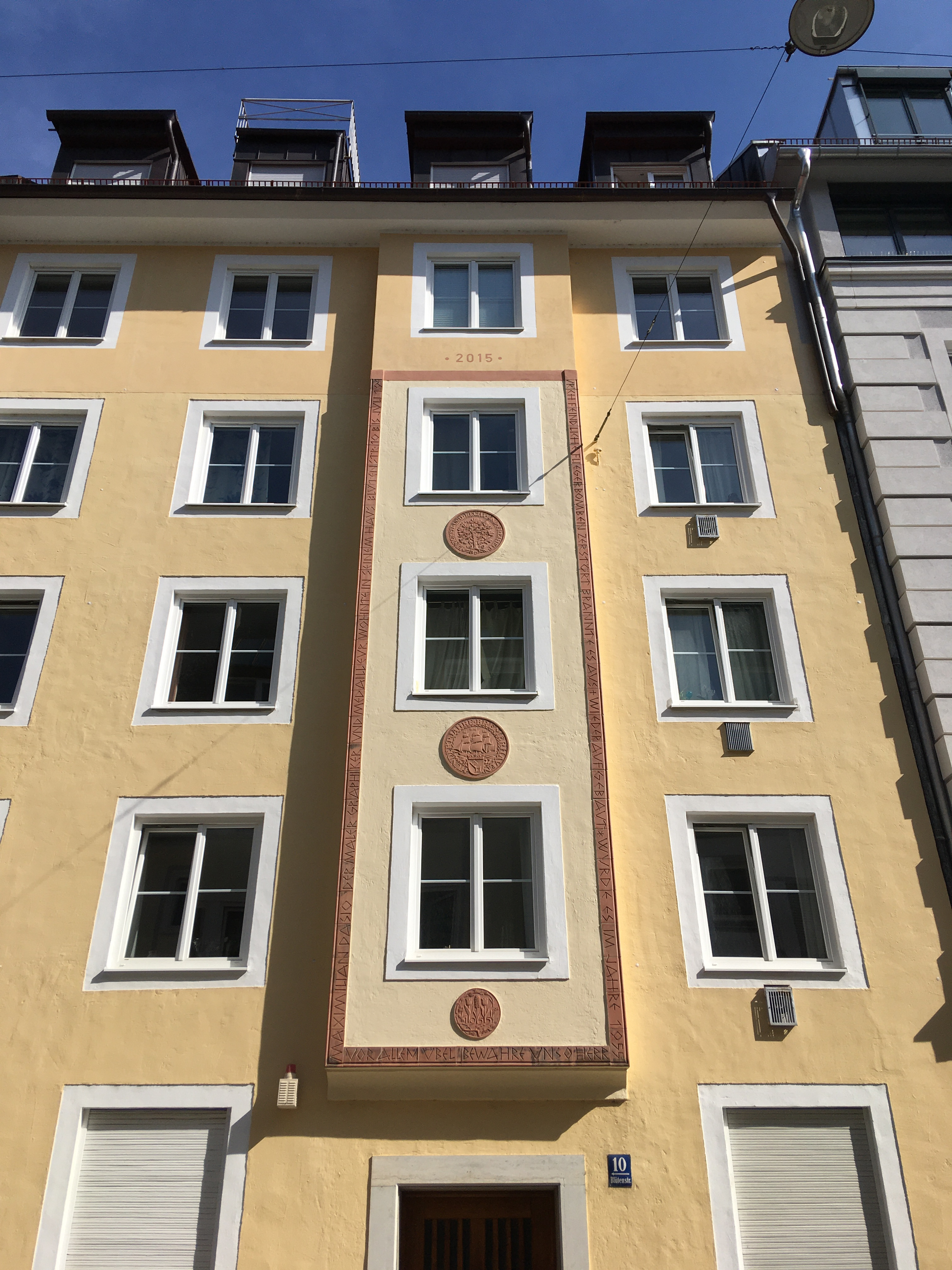
Terrakotta-Medaillons am früheren Münchner Wohnhaus Dasios in der Blütenstraße 10

Maximilian Dasio (* 28. Februar 1865 in München; † 17. August 1954 in Oberammergau) war ein deutscher Maler und Medailleur.

## Leben
Maximilian Dasio studierte an der Münchner Kunstakademie. Ab 1891 übte er eine selbständige künstlerische Tätigkeit aus, leitete eine Privatschule für grafische Künste und Kunstgewerbe und war von 1896 bis 1901 Lehrer an der Damenakademie des Münchner Künstlerinnenvereins. 1902 wurde er Professor an der Königlichen Kunstgewerbeschule München, 1910 Regierungs- und Studienrat im Königlichen Ministerium des Inneren für Kirchen- und Schulangelegenheiten in Bayern und 1920 Ministerialrat im Bayerischen Staatsministerium für Unterricht und Kultus.

## Werk
Maximilian Dasio gilt zusammen mit Rudolf Bosselt, Georg Roemer und Benno Elkan als ein Wiederbegründer der Medaillenkunst in Deutschland. Er modellierte seine Gußportraits in der Art der Renaissance. Seine wichtigsten Prägemedaillen schuf er als Autodidakt mit direkt gravierten Stempeln, ohne den Gebrauch einer Reduktionsmaschine.
In der Zeit der Weimarer Republik wurden mehrere offizielle Gedenkmünzen sowie die Wertseite der Kursmünze zu 5 Reichsmark nach Entwürfen Dasios geprägt.

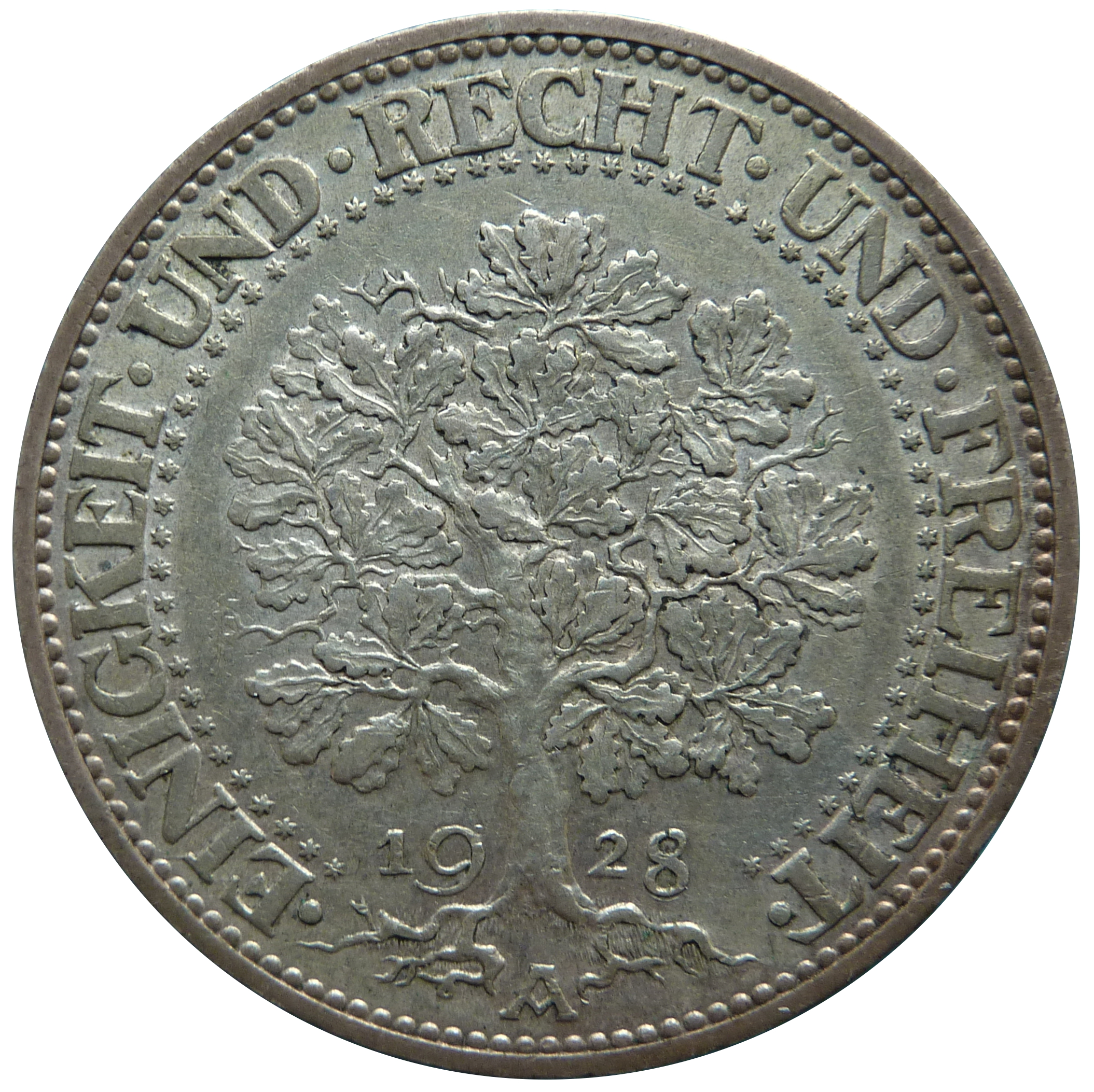
Wertseite der 5 RM Kursmünze, geprägt von 1927 bis 1933.
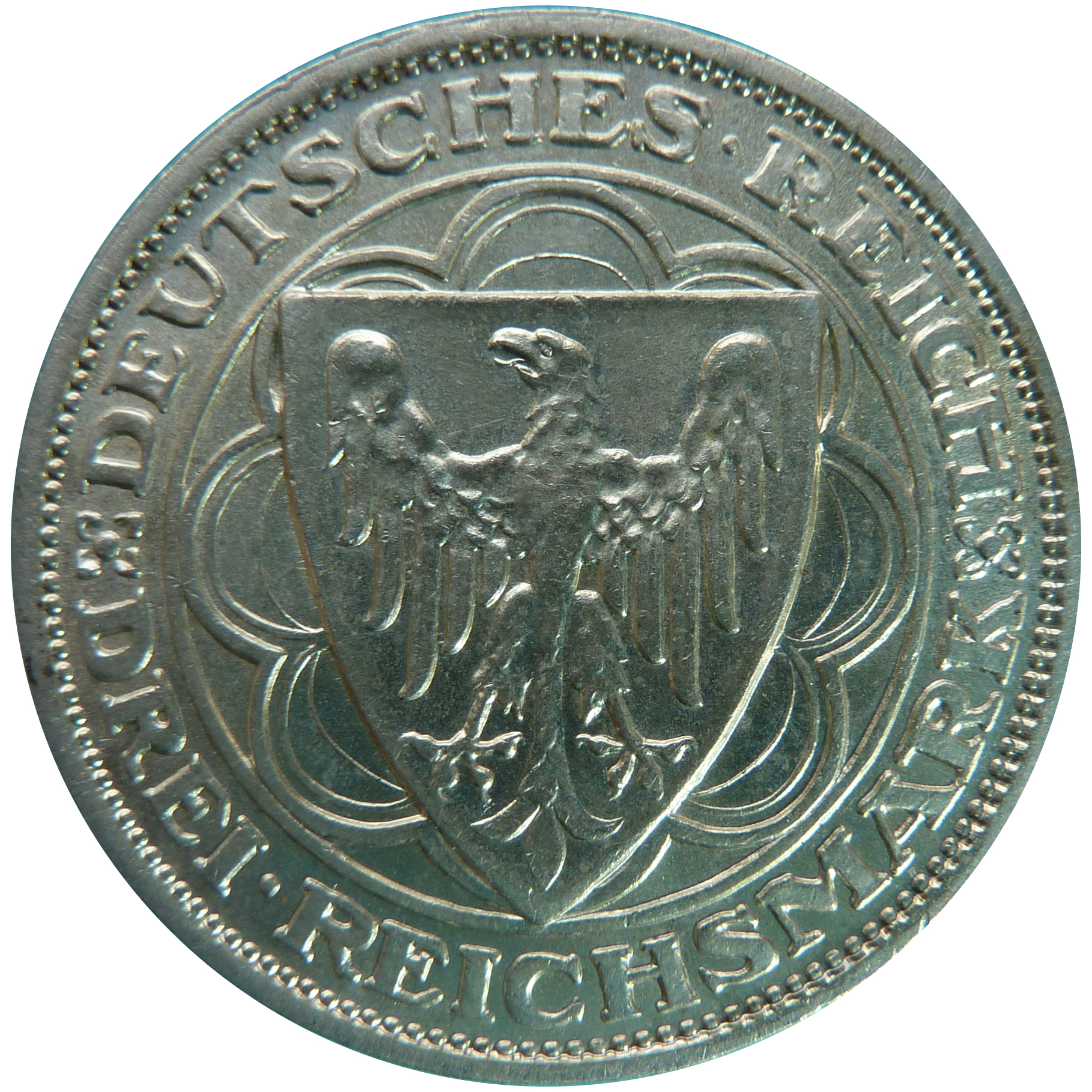
100 Jahre Bremerhaven. Gedenkmünzen zu 3 und 5 RM von 1927.
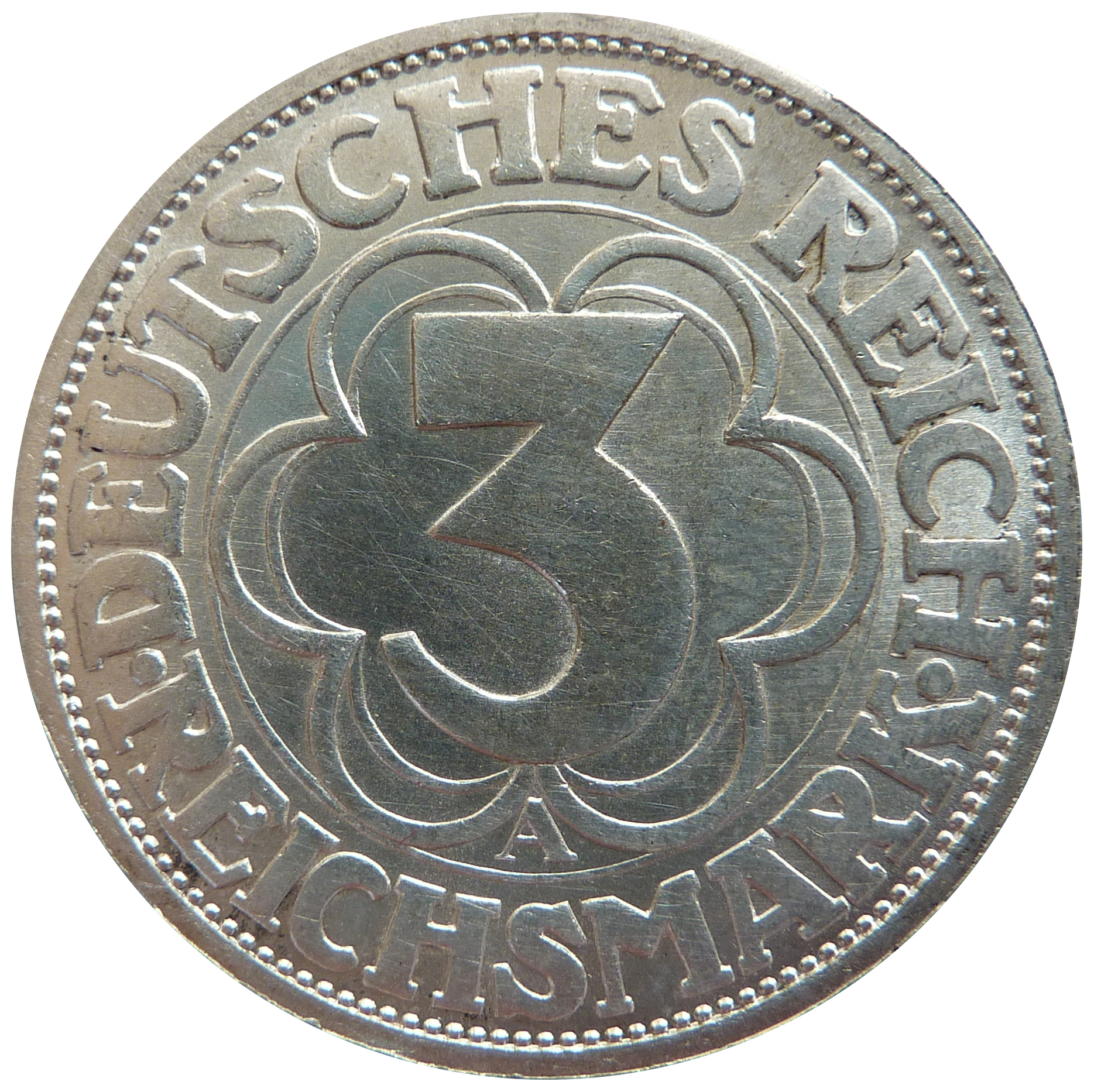
1000 Jahre Nordhausen. Gedenkmünze zu 3 RM von 1927.
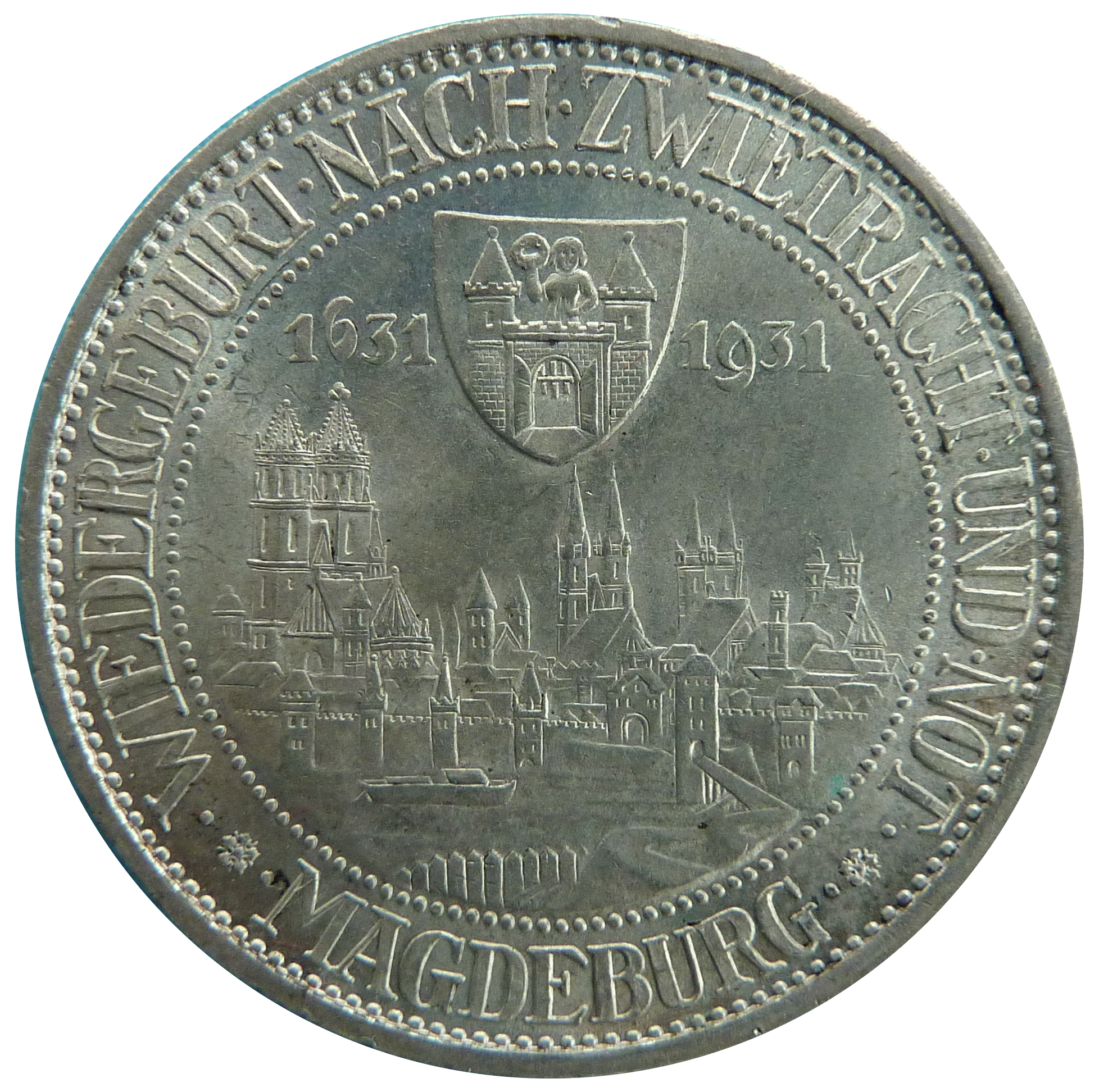
300. Jahrestag des Brandes Magdeburgs. Gedenkmünze zu 3 RM von 1931.

### Gemälde

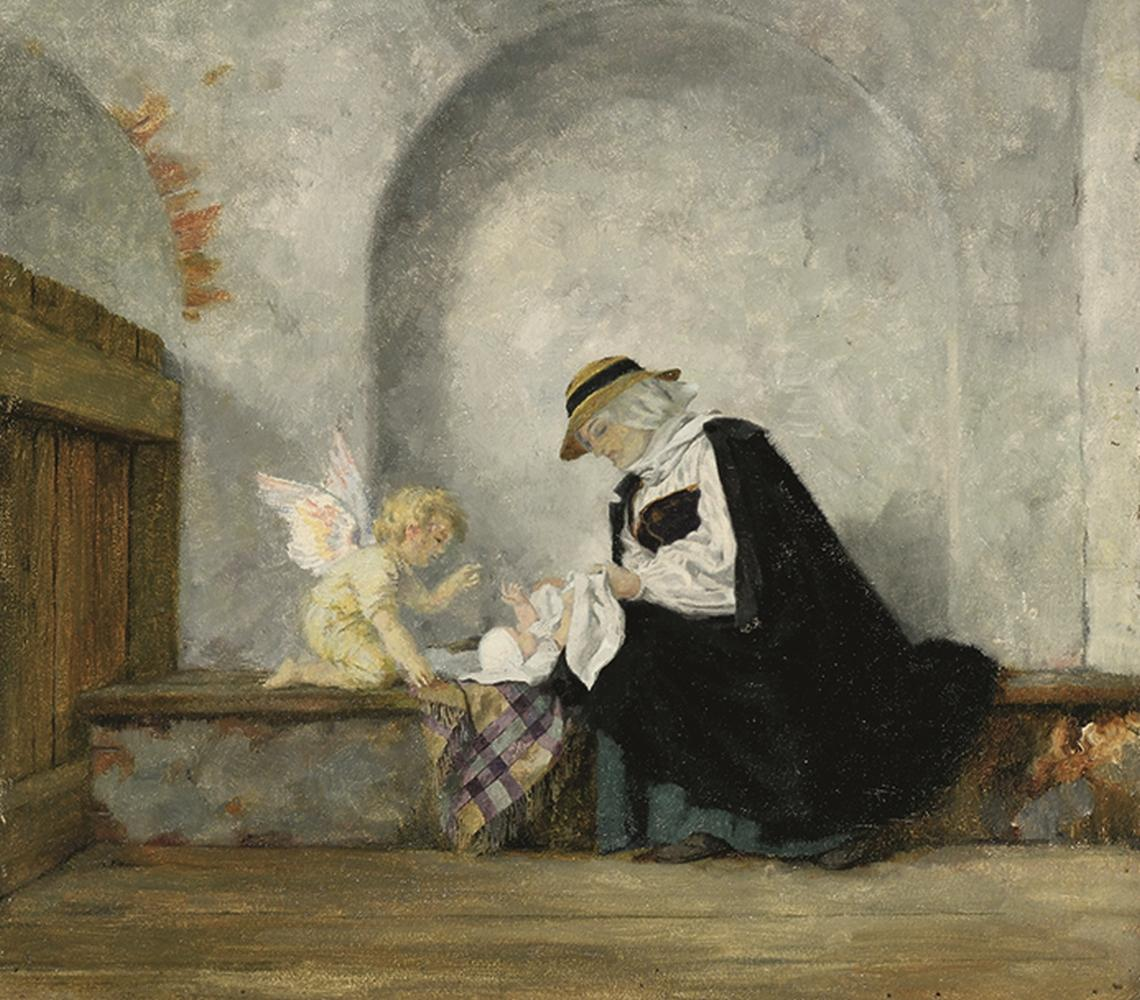
Muttergottes mit dem Strohhut (1921)
Extrablatt
Orientalische Szene (Einzug durch das Stadttor)

Veröffentlichungen
- Der Teufel. (Mappenwerk mit zwanzig Variationen in Holzschnitten) Verlag Die Heimkehr, München-Pasing 1919 (handgedruckt auf Bütten; 50 nummerierte Exemplare)

## Bekannte Schüler
- Marie von Geldern-Egmond
- Otto Geigenberger
- Friedrich Jossé
- Anton Kerschbaumer
- Carl Kunst
- Berta Katharina Lassen
- Josef Mauder
- Clara Möller-Coburg
- Gabriele Münter
- Else Oppler-Legband
- Karl Friedrich Roth
- Ottomar Starke
- Hans Rudi Erdt